# 은평구립도서관
은평구립도서관은 서울특별시 은평구에 있는 공공 도서관이다. 건축가 곽재환이 설계하였다.

## 연혁
- 2001년 10월 15일 개관

## 이용 안내
휴관일
- 매주 월요일
- 일요일을 제외한 법정공휴일
- 기타 도서관 사정에 의한 임시 휴관일